# Superintendentura Wąbrzeźno Ewangelickiego Kościoła Unijnego
Superintendentura Wąbrzeźno Ewangelickiego Kościoła Unijnego – jednostka organizacyjna Ewangelickiego Kościoła Unijnego w Polsce istniejąca w okresie II Rzeczypospolitej i obejmująca grupę gmin kościelnych (zborów) czyli parafii tego Kościoła, skupionych wokół miasta Wąbrzeźno.

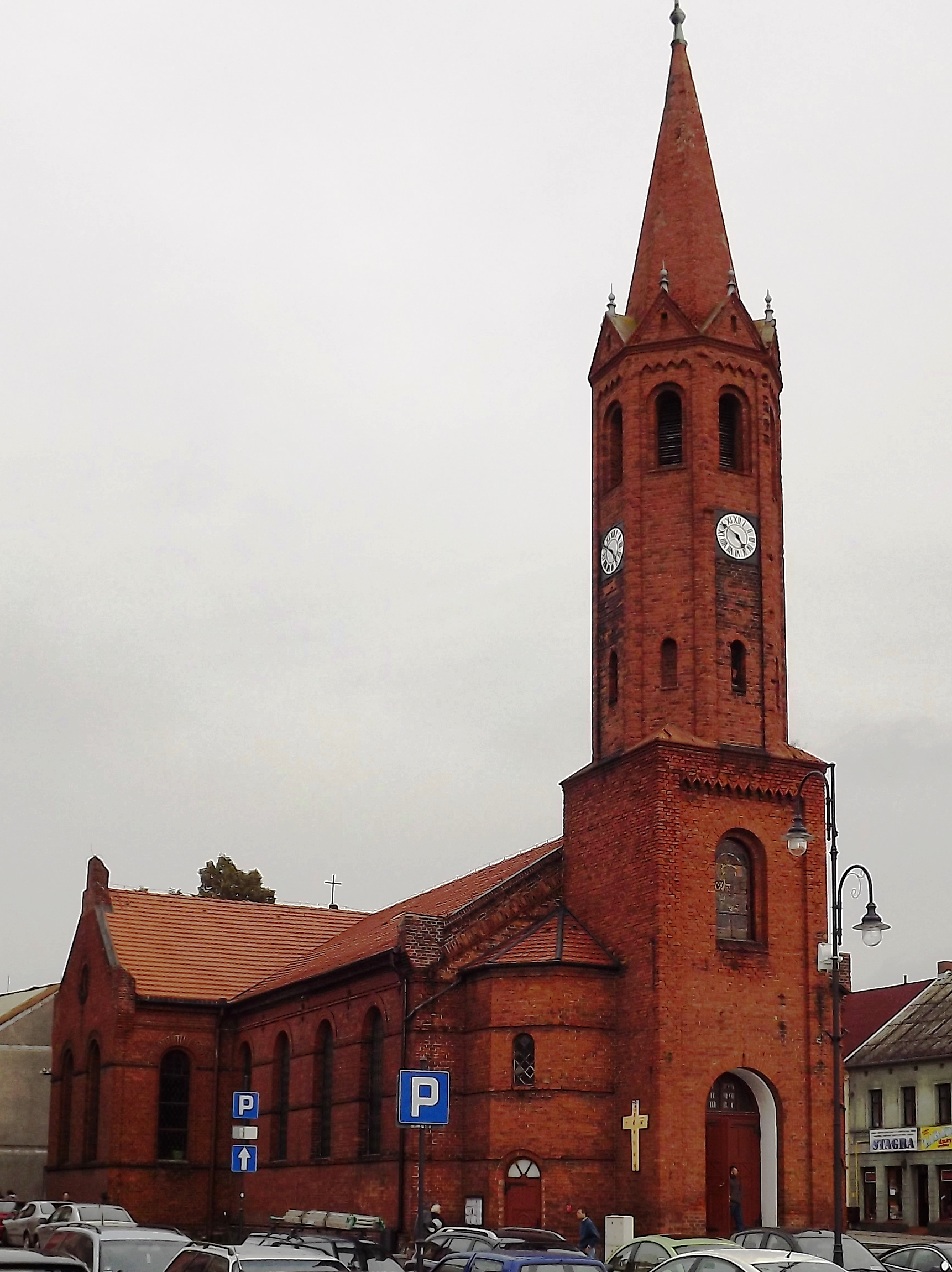
Dawny kościół ewangelicki w Wąbrzeźnie, obecnie katolicki kościół Matki Boskiej Królowej Polski

## Dane statystyczne
| Parafia                   | Liczba wiernych (1937) |
| ------------------------- | ---------------------- |
| Wąbrzeźno                 | 1700                   |
| Golub pow. Wąbrzeźno      | 200                    |
| Jabłonowo pow. Brodnica   | 420                    |
| Książki pow. Wąbrzeźno    | 1730                   |
| Ostrowite pow. Wąbrzeźno  | 260                    |
| Ryńsk pow. Wąbrzeźno      | 270                    |
| Kowalewo pow. Wąbrzeźno   | 1400                   |
| Wieldządz pow. Chełmno    | 1400                   |
| Dębowałąka pow. Wąbrzeźno | 893                    |